# Arpita Pal
Arpita Pal (nacida en Calcuta en 1974) es una actriz de cine y cantante de la India. Es la actual esposa de Prosenjit Chatterjee. Debutó en el cine en 1999 con la película Tumi Ele Tai dirigida por Prabhat Roy.

## Filmografía
| Año  | Título                       | Director             | Coestrellas           | Observaciones                                              |
| ---- | ---------------------------- | -------------------- | --------------------- | ---------------------------------------------------------- |
| 1999 | Tumi Ele Tai                 | Prabhat Roy          | Prosenjit Chatterjee  |                                                            |
| 1999 | Asukh                        | Rituparno Ghosh      |                       |                                                            |
| 1999 | Anupama                      |                      |                       |                                                            |
| 2001 | Utsab                        | Rituparno Ghosh      | Prosenjit Chatterjee  |                                                            |
| 2001 | Pratibad                     | Haranath Chakraborty | Prosenjit Chatterjee  | Primera película con Prosenjit Chatterjee como una heroína |
| 2001 | Dadathakur                   |                      | Ferdous Ahmed         |                                                            |
| 2002 | Inquilaab (película de 2002) | Anup Sengupta        | Prosenjit Chatterjee  |                                                            |
| 2002 | Devdas                       | Shakti Samanta       | Prosenjit Chatterjee  |                                                            |
| 2002 | Deva (película de 2002)      | Sujit Guha           | Prosenjit Chatterjee  |                                                            |
| 2010 | Ekti Tarar Khonje            | Abhik Mukhopadhyay   | Shayan Munshi         |                                                            |
| 2010 | Laboratory                   |                      |                       |                                                            |
| 2012 | Abhimaan                     |                      | Parambrata Chatterjee |                                                            |
| 2012 | Dutta Vs Dutta               | Anjan Dutta          | Anjan Dutta           |                                                            |
| 2013 | Satyanweshi                  | Rituparno Ghosh      | Indraneil Sengupta    |                                                            |
| 2014 | Force                        | Raja Chanda          | Prosenjit Chatterjee  |                                                            |
| 2014 | BODHON                       | Ayananshu Banerjee   | Joy Sengupta          | INDIAN PANORAMA 2014                                       |